# گیلاس گل‌زنگی
گیلاس گل‌زنگی (به ژاپنی: カンヒザクラ) که در ژاپن با نام کانهی زاکورا نیز خوانده می‌شود، با (نام علمی: Cerasus campanulata) یک نوع درخت ساکورای خودرو است. این درخت به نام گیلاس تایوانی نیز شناخته می‌شود. برگ آن زودتر از شکوفه‌ها در ماه ژانویه و فوریه سبز می‌شود. رنگ گل آن قرمز و قطر آن بین ۱٫۵ تا ۲٫۵ سانتیمتر است.

## نگارخانه

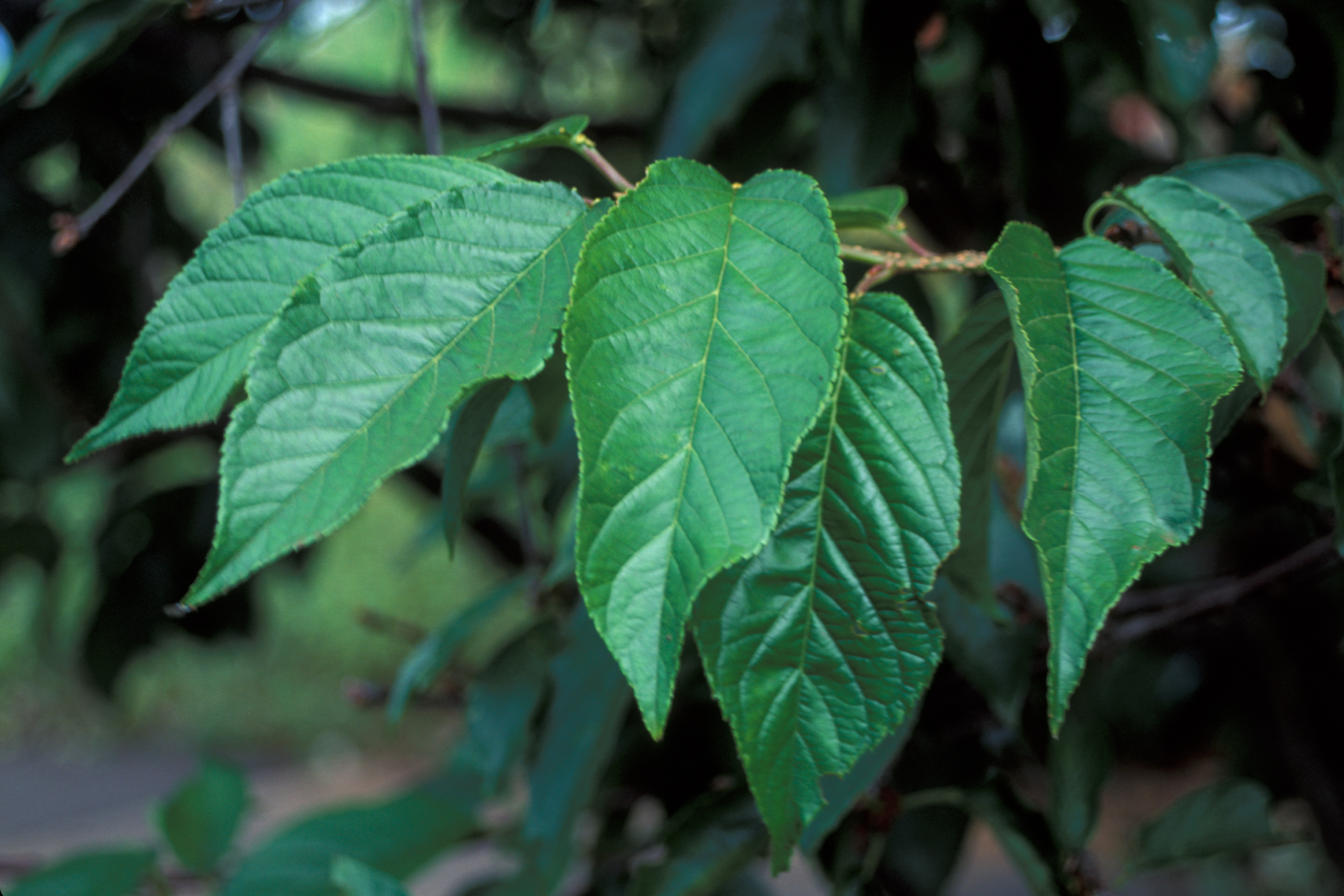
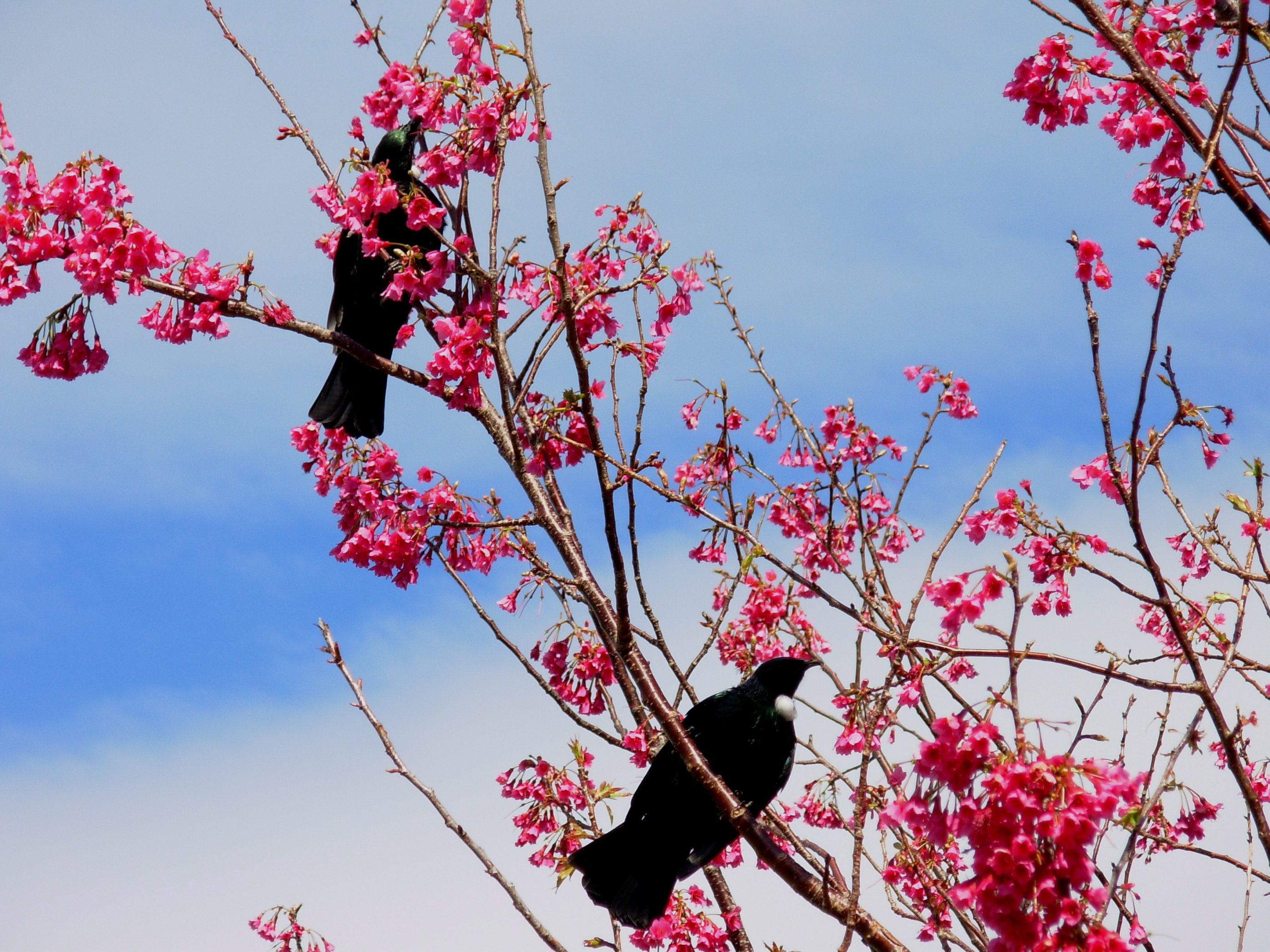
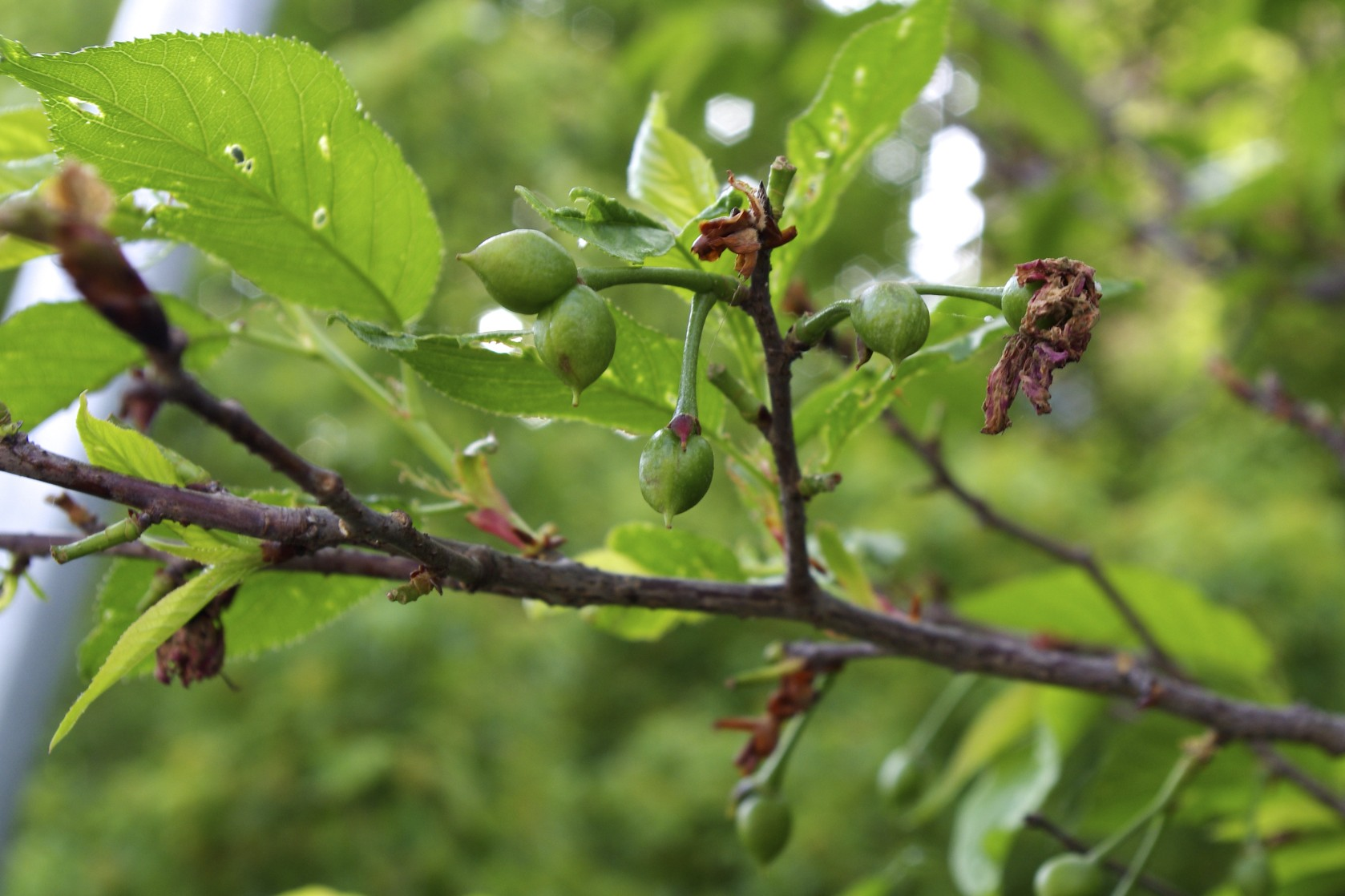

## انواع به زبان ژاپنی
- آتامی‌هایازاکی（熱海早咲）
- ایزوتاگاآکا（伊豆多賀赤）
- اوکان-زاکورا（大寒桜）
- اوکامه-زاکورا（阿亀桜）
- کاوازو-زاکورا（河津桜）
- کان-زاکورا（寒桜）
- کیئو-زاکورا（啓翁桜・東海桜・岳南桜）
- جوزنجی-کان-زاکورا（修善寺寒桜）
- تایریو-زاکورا（大漁桜）
- تسوباکی-کان-زاکورا（椿寒桜）
- هاتسومیو-زاکورا（初御代桜）
- میوجوجی（明正寺）
- یوکو（陽光）
- یوکوهاما-زاکورا（横浜緋桜）
- ریشون-کان-زاکورا（立春寒桜）
- ریوکیو-کان-زاکورا（琉球寒緋桜・琉球緋桜）